# Oberlandesgericht Magdeburg
Das Oberlandesgericht Magdeburg war von 1816 bis 1849 ein preußisches Oberlandesgericht mit Sitz in Magdeburg.

## Geschichte
Im Herzogtum Magdeburg bildete die Regierung in Magdeburg im HRR das Appellationsgericht. Im Königreich Westphalen wurden die historischen Gerichtsstrukturen abgeschafft und nach französischem Vorbild eine einheitliche Gerichtsorganisation geschaffen, siehe Justizwesen im Königreich Westphalen. In Magdeburg, der Hauptstadt im Departement der Elbe, bestanden das Distriktsgericht Magdeburg und das Distriktsgericht Magdeburg. Übergeordnet war der Appellationshof Kassel und ab 1810 der Appellationshof Celle.
Die Gerichte im Königreich Preußen hatten im HRR historisch gewachsene Aufgaben, Zuschnitte und Bezeichnungen. Im Rahmen der Preußischen Reformen versuchte man, eine einheitliche Systematik einzurichten und begann damit bei den Mittelgerichten. Die Verordnung wegen verbesserter Einrichtung der Provinzial-Polizei- u. Finanz-Behörden vom 26. Dezember 1808 bestimmte, dass die unter verschiedenen Bezeichnungen wie Oberamtsregierung oder Hofgericht firmierenden obersten Gerichte jedes Landesteils künftig Ober-Landesgericht heißen sollten.
Nach der Restrukturierung des Staatsterritoriums 1815 sollte jeder Regierungsbezirk zugleich das Departement (= Zuständigkeitsbereich) eines Oberlandesgerichts bilden.
Daher wurde nach dem Zusammenbruch der französischen Herrschaft und der Restitution der preußischen Herrschaft mit der Allerhöchsten Kabinettsorder vom 21. Februar 1816 ein Oberlandesgericht Magdeburg eingerichtet, welches grundsätzlich für den Regierungsbezirk Magdeburg in der Provinz Sachsen zuständig war. Dieses Prinzip wurde aber bei den meisten Oberlandesgerichten, so auch in Magdeburg, missachtet. So wurden der Saalkreis und ein Teil der Grafschaft Mansfeld dem Oberlandesgericht Naumburg zugeordnet. Mit Rescript vom 27. März 1818 wurden noch einige Gemeinden zwischen den Oberlandesgerichten getauscht. Demnach war das Oberlandesgericht Magdeburg für folgende 11 Kreise zuständig: Kreis Kalbe, Stadtkreis Magdeburg, Kreis Wolmirstedt, Kreis Wanzleben, Landkreis Neuhaldensleben, Kreis Gardelegen, Kreis Salzwedel, Kreis Osterburg, Kreis Stendal, Kreis Jerichow I und Kreis Jerichow II. Im Jahr 1837 hatte das Gericht 450.710 Gerichtseingesessene, wovon 352.079 den königlichen Untergerichten und 98.621 den Patrimonialgerichten zugeordnet waren.
Die Struktur der Untergerichte unterschied sich deutlich zwischen den Teilen links der Elbe, die Teil des Königreichs Westphalen gewesen waren und denjenigen rechts der Elbe. Links der Elbe wurde die städtische Gerichtsbarkeit nicht wieder hergestellt und durchgängig Land- und Stadtgerichte gebildet. Auch war nur ein Teil der Patrimonialgerichte wieder hergestellt worden. Rechts der Elbe waren die historischen Gerichtsformen überwiegend erhalten geblieben.
Nach der Märzrevolution wurde in Preußen die Patrimonialgerichtsbarkeit aufgehoben und die Gerichtsstruktur vereinheitlicht. Das Oberlandesgericht wurde aufgehoben und an seiner Stelle entstand das Appellationsgericht Magdeburg.

## Personal und Organisation
Am Gericht waren 1837 an richterlichem Personal zwei Präsidenten, 14 Räte und zwei Assessoren beschäftigt. Hinzu kamen 32 Subalterne, neun Unterbeamte und neun Justizkommissarien. Das Gericht bildete zwei Senate. Der erste Senat war für Strafrechtsfälle, der zweite für Zivilrechtssachen zuständig. Aus dem zweiten Senat bildeten sich noch drei spezialisierte Abteilungen: Die Deputation für das summarische Verfahren in appellatorio aus fünf Mitgliedern war Appellationsinstanz für Entscheidungen der Untergerichte, die Abteilung für Vormundschafts- und Nachlasssachen mit sechs Mitgliedern war das Pupillenkollegium und die Abteilung für Hypothekensachen mit vier Mitgliedern war für Hypothekensachen zuständig.

## Inquisitoriate
Inquisitoriate waren die Untersuchungsrichter in wesentlichen Fällen (in geringfügigen Fällen dienten die Eingangsgerichte als Untersuchungsinstanzen). Zum Oberlandesgericht Magdeburg gehörte das Inquisitoriat Magdeburg mit drei Richterstellen und das Inquisitoriat Stendal mit einer Richterstelle.

## Untergerichte
Dem Oberlandesgericht Magdeburg waren folgende Gerichte nachgeordnet:
| Typ                               | Gericht                                | Sitz                 | Gerichtskommissionen                                                      |
| --------------------------------- | -------------------------------------- | -------------------- | ------------------------------------------------------------------------- |
| Land- und Stadtgericht I. Klasse  | Land- und Stadtgericht Burg            | Burg (bei Magdeburg) |                                                                           |
| Land- und Stadtgericht I. Klasse  | Land- und Stadtgericht Gardelegen      | Gardelegen           | Gerichtskommission Kalbe (Milde), Gerichtskommission Klötze               |
| Land- und Stadtgericht I. Klasse  | Land- und Stadtgericht Calbe (Saale)   | Calbe (Saale)        | Gerichtskommission Aken                                                   |
| Land- und Stadtgericht I. Klasse  | Land- und Stadtgericht Magdeburg       | Magdeburg            |                                                                           |
| Land- und Stadtgericht I. Klasse  | Land- und Stadtgericht Neuhaldensleben | Neuhaldensleben      | Gerichtskommission Weferlingen                                            |
| Land- und Stadtgericht I. Klasse  | Land- und Stadtgericht Groß Salze      | Groß Salze           |                                                                           |
| Land- und StadtgerichtI. Klasse   | Land- und Stadtgericht Salzwedel       | Salzwedel            |                                                                           |
| Land- und Stadtgericht I. Klasse  | Land- und Stadtgericht Seehausen       | Seehausen            | Gerichtskommission Osterburg                                              |
| Land- und Stadtgericht I. Klasse  | Land- und Stadtgericht Stendal         | Stendal              | Gerichtskommission Tangermünde                                            |
| Land- und Stadtgericht I. Klasse  | Land- und Stadtgericht Wanzleben       | Wanzleben            | Gerichtskommission Egeln, Gerichtskommission Seehausen im Magdeburgischen |
| Land- und Stadtgericht I. Klasse  | Land- und Stadtgericht Wolmirstedt     | Wolmirstedt          |                                                                           |
| Land- und Stadtgericht II. Klasse | Land- und Stadtgericht Genthin         | Genthin              |                                                                           |
| Land- und Stadtgericht II. Klasse | Land- und Stadtgericht Gommern         | Gommern              |                                                                           |
| Land- und Stadtgericht II. Klasse | Land- und Stadtgericht Loburg          | Loburg               |                                                                           |
| Land- und Stadtgericht II. Klasse | Land- und Stadtgericht Sandau          | Sandau               |                                                                           |
| Justizamt II. Klasse              | Justizamt Ziesar                       | Ziesar               |                                                                           |
| Kreisgericht                      | Kreisgericht Althaldensleben           | Althaldensleben      |                                                                           |
| Kreisgericht                      | Kreisgericht Betzendorf                | Beetzendorf          |                                                                           |
| Kreisgericht                      | Kreisgericht Harbke                    | Harbke               |                                                                           |
| Kreisgericht                      | Kreisgericht Seehausen in der Altmark  | Seehausen (Altmark)  |                                                                           |
| Kreisgericht                      | Kreisgericht Stendal                   | Stendal              |                                                                           |
| Gesamtgericht                     | Gesamtgericht Brandenstein             | Barby                |                                                                           |
| Gesamtgericht                     | Gesamtgericht Erxleben                 | Erxleben             |                                                                           |
| Gesamtgericht                     | Gesamtgericht Ziesar                   | Ziesar               |                                                                           |

Daneben bestanden Patrimonialgerichte.

## Richter
- Hans Carl Erdmann von Manteuffel (Präsident ab 1819)
- Friedrich Ludwig Fülleborn (Vizepräsident von 1827 bis 1833)
- Friedrich Dorguth (Rat 1836 bis 1847)